# Dhū l-Madschāz
Dhū l-Madschāz (arabisch ذو المجاز, DMG Ḏū l-Maǧāz) war ein Ort in der Umgebung von Mekka, an dem in vor- und frühislamischer Zeit unmittelbar vor dem Haddsch ein bekannter Markt stattfand. Nach der Angabe des arabischen Geographen Yāqūt al-Hamawī ar-Rūmī lag der Ort eine Parasange nördlich von der Ebene ʿArafāt auf dem Territorium des arabischen Stammes Hudhail und verfügte über eine Wasserstelle.

## Der Markt und seine Beziehung zum Haddsch
Der Lexikograph Ibn Manzūr erklärte den Namen des Ortes (arab. maǧāz = Durchgang, Ort der Erlaubnis) damit, dass die Pilger von hier aus die Erlaubnis zur Verrichtung des Haddsch erhielten. Der Markt von Dhū l-Madschāz begann, sobald der Neumond des Wallfahrtsmonats Dhū l-Hiddscha sichtbar war, und endete am 8. Tag des Monats, also unmittelbar vor Beginn der großen Festversammlung des ʿArafa-Tages am 9. Dhū l-Hiddscha. Da es in der Ebene von ʿArafāt und in Muzdalifa kein Wasser gibt, nutzten die Pilger den letzten Markttag in Dhū l-Madschāz, um ihre Tiere zu tränken und sich selbst mit Wasser einzudecken. Deswegen wird bis heute der 8. Tag des Monats Dhū l-Hiddscha als „Tag der Tränkung“ (Yaum at-Tarwiya) bezeichnet. Da der altarabische Kalender ein Lunisolarkalender war, der den Mondkalender alle drei Jahre durch Einfügung eines Schaltmonats an das Sonnenjahr anglich, lag der Markt von Dhū l-Madschāz konstant im Spätsommer (August/September). Erst mit der Einführung des islamischen Mondkalenders und der Abschaffung des Schaltmonats Nasī'  verlor er seinen festen Platz im Sonnenjahr und begann wie der Haddsch selbst, rückwärts durch das Jahr zu wandern.
Der Markt von Dhū l-Madschāz bildete in altarabischer Zeit allerdings nicht nur den Auftakt zum Haddsch, sondern auch den Abschluss einer Folge von bekannten Märkten, die während der heiligen Monate Dhū l-Qaʿda und Dhū l-Hiddscha in der Umgebung von Mekka stattfanden: der Markt von ʿUkāz dauerte vom 1. bis 20. Dhū l-Qaʿda, der Markt von Madschanna  füllte die Tage vom 21. bis 29. Dhū l-Qaʿda aus, als dritter Markt kam der von Dhū l-Madschāz vom 1. bis 8. Dhū l-Hiddscha. Alle drei Märkte standen in einer festen Beziehung zum Haddsch. Wenn die Quraisch sie besuchen wollten, begaben sie sich dafür in den Haddsch-spezifischen Weihezustand, und sie sollen dies auch allen anderen Menschen auferlegt haben. Alle drei Märkte zusammen werden auch in einer Tradition erwähnt, die auf den Prophetengefährten ʿAbdallāh ibn ʿAbbās zurückgeführt wird und als Erklärung für die Offenbarung des Koranworts von Sure 2:198 („Ihr begeht keine Sünde, wenn ihr nach Gunst von eurem Herrn strebt“) dient. Demnach sagte ʿAbdallāh ibn ʿAbbās:

„ʿUkāz, Madschanna und Dhū l-Madschāz waren Märkte in der Dschāhiliyya, und als der Islam aufkam, war es, als ob sie sich in dieser Hinsicht Zurückerhaltung auferlegen würden. Da kam das Koranwort: „Ihr begeht keine Sünde, wenn ihr nach Gunst von eurem Herrn strebt“ (Sure 2:198) über die Festzeiten des Haddsch herab.“

In einer anderen Version des Hadith, die nur zwei der Märkte erwähnt, erscheint Dhū l-Madschāz noch prominenter:

„Dhū l-Madschāz und ʿUkāz waren der Handelsplatz (matǧar) der Leute in der Dschāhiliyya, und als der Islam aufkam, war es, als ob sie Widerwillen dagegen empfinden würden, bis das Wort: „Ihr begeht keine Sünde, wenn ihr nach Gunst von eurem Herrn strebt“ (Sure 2:198) über die Festzeiten des Haddsch herabkam.“

Wie die anderen beiden Märkte war der Markt von Dhū l-Madschāz nicht nur Handelsplatz, sondern auch eine wichtige innerarabische Kommunikationsplattform und Austragungsort für Dichterwettstreite. In einem Gedicht des altarabischen Dichters al-Hārith ibn Hilliza, das in die berühmte Sammlung der Muʿallaqāt aufgenommen wurde, wird auch ein „Bündnisvertrag von Dhū l-Madschāz“ (ḥilf Ḏī l-Maǧāz) erwähnt. Mit ihm soll der König von al-Hira ʿAmr ibn Hind zwischen den arabischen Stämmen Bakr und Taghlib, die sich im sogenannten Basūs-Krieg über lange Zeit bekämpft hatten, den Frieden wiederhergestellt haben. Im 66. Vers dieses Gedichtes heißt es: „Denkt an den Bündnisvertrags von Dhū l-Madschāz und an die Schwüre und Bürgschaften, die an ihm geleistet wurden“ (uḏkurū ḥilfa Ḏī l-Maǧāz wa-mā quddima fī-hi l-ʿuhūdu wa-l-kufalāʾ). Es ist allerdings nicht völlig sicher, ob dieser Ort mit dem Markt bei Mekka identisch ist.

## Dhū l-Madschāz als Forum zur Verbreitung des Islams
Folgt man der islamischen Überlieferung, so hat sich auch der Prophet Mohammed während seiner mekkanischen Zeit hier öfters aufgehalten und den Ort zur Verbreitung seiner neuen Religion genutzt. Der Prophetengefährte Tāriq ibn ʿAbdallāh al-Muhāribī, der sich später in Kufa niederließ, wird mit den Worten zitiert:

„Als ich auf dem Markt von Dhū l-Madschāz war, kam ein junger Mann an mir vorbei, der ein rotes Obergewand anhatte und mit lauter Stimme rief: „O Leute, sagt: Es gibt keinen Gott außer Gott, dann ergeht es Euch gut.“ Ein Mann lief hinter ihm her und bewarf ihn, so dass schon seine Schenkel und Knieflechsen blutig waren. Er rief: „O Leute, folgt ihm nicht, denn er ist ein Lügner.“ Ich fragte: „Wer ist das?“ Sie sagten: „Ein junger Mann von den Haschimiten, der behauptet, der Gesandte Gottes zu sein. Und der andere ist sein Onkel ʿAbd al-ʿUzzā [d.h. Abū Lahab]“.“

In einer anderen Tradition, in der es um das Aussehen Mohammeds geht, wird ein Scheich aus dem Stamm Kinana mit der Aussage zitiert, der Gottesgesandte habe einen schwarzen Bart und schwarze gelockte Haare gehabt, als er ihn einmal über den Markt von Dhū l-Madschāz gehen sah. Insgesamt soll Mohammed die Festmärkte (mawāsim) von ʿUkāz, Madschanna und Dhū l-Madschāz zehn Jahre lang regelmäßig aufgesucht haben, um dort die Menschen zum Islam zu rufen, bis man ihm das verbot.
Nach einer Überlieferung, die Muhammad ibn Saʿd anführt, war Dhū l-Madschāz auch der Ort, an dem Mohammed zum ersten Mal Kontakt mit Abgesandten aus Yathrib aufnahm und sie zum Islam aufrief, wodurch er sein Bündnis mit den Bewohnern der Oase vorbereitete.
Muhammad ibn Saʿd überliefert außerdem eine mit Dhū l-Madschāz verbundene Wundererzählung. Demnach soll der junge Mohammed, als er einmal mit seinem Onkel Abū Tālib in Dhū l-Madschāz unterwegs war und dieser großen Durst verspürte, mit seiner Ferse Wasser aus dem Boden geschlagen haben.

## Die Verdrängung des Marktes in islamischer Zeit
Nach dem Bericht al-Azraqīs bestanden die drei Märkte von ʿUkāz, Madschanna und Dhū l-Madschāz, die ursprünglich als die Märkte von Mekka fungierten, auch in islamischer Zeit noch weiter fort, allerdings wurden sie durch die neuen Märkte von ʿArafa und Minā allmählich verdrängt. Der Handel am ʿArafa-Tag (9. Dhū l-Hiddscha) und an den Tagen in Minā (10.–12. Dhū l-Hiddscha), der in vorislamischer Zeit noch nicht bestanden hatte, ist wahrscheinlich erst durch das Koranwort von Sure 2:198 autorisiert worden. In dem Korankodex des Ubaiy ibn Kaʿb war der Passus mit dem expliziten Zusatz „bei den Festzeiten des Haddsch“ (fī mawāsim al-ḥaǧǧ) versehen.
Das Ende des Marktes von Dhū l-Madschāz kam um die Mitte des 8. Jahrhunderts, als die beiden Ibaditen Abū Hamza und Tālib al-Haqq Mekka überfielen. Bei dieser Gelegenheit, im Jahre 746/7, wurde zunächst der Markt von ʿUkāz aufgegeben, wenig später folgte die Aufgabe von Madschanna und Dhū l-Madschāz. Der Handel verlagerte sich nun vollständig zu den Märkten in Mekka selbst, Minā und ʿArafa.